# Laurent Franken
Pour les articles homonymes, voir Franken (homonymie).
Laurent Franken, né le 9 janvier 1905 et mort le 2 juillet 1976, était un arbitre belge de football.

## Carrière
Il a officié dans une compétition majeure
- Coupe du monde de football de 1954 (1 match)